# Il coraggio della verità - The Hate U Give
Il coraggio della verità - The Hate U Give (The Hate U Give) è un film del 2018 diretto da George Tillman Jr..
La pellicola è l'adattamento cinematografico del romanzo The Hate U Give - Il coraggio della verità del 2017 scritto da Angie Thomas.

## Trama
Starr Carter è una ragazza afroamericana di 16 anni che vive nel quartiere nero immaginario di Garden Heights, ma frequenta una scuola privata per soli bianchi, la Williamson Prep. Dopo che dei colpi di pistola hanno posto fine a una festa che Starr stava frequentando con Kenya, la sorella del suo fratellastro Seven, Starr viene accompagnata a casa dal suo migliore amico d'infanzia, Khalil. Mentre guidano verso casa, vengono fermati da un poliziotto bianco. L'ufficiale dice a Khalil, che è nero, di scendere dalla macchina; mentre fuori dalla macchina, Khalil raggiunge il finestrino del guidatore per controllare Starr e prende una spazzola per capelli. L'ufficiale bianco vede che Khalil ha un oggetto in mano e gli spara tre colpi. Starr corre da Khalil sotto shock; l'ufficiale la ammanetta e scopre che Khalil aveva una spazzola per capelli, non una pistola, come credeva.
La morte di Khalil diventa una notizia nazionale. L'identità di Starr come testimone viene inizialmente tenuta segreta da tutti gli altri al di fuori della famiglia di Starr, lasciando le due migliori amiche di Starr, Hailey Grant e Maya Yang, e il fidanzato bianco di Starr, Chris Bryant, che frequentano tutti insieme la Williamson Prep, ignari del collegamento di Starr alle notizie. Dover tenere questo segreto pesa su Starr, così come la sua necessità di tenere separati le sue due vite, quella di Williamson e quella di Garden Heights.
Starr accetta di essere intervistata in televisione e di testimoniare di fronte a un gran giurì dopo essere stata incoraggiata da un avvocato per i diritti civili, April Ofrah. Mentre difende il personaggio di Khalil durante la sua intervista, in cui la sua identità è nascosta, lei nomina i King Lords, la banda che controlla il vicinato e per cui Khalil vendeva droga, non avendo alternative. La banda si vendica minacciando Starr e la sua famiglia, costringendoli a trasferirsi da suo zio Carlos, anche lui poliziotto. Carlos era stato una figura paterna per Starr quando suo padre, Maverick, aveva trascorso tre anni in prigione per attività di gang. Dopo la sua liberazione, Maverick lasciò la banda e divenne il proprietario del negozio di alimentari di Garden Heights dove Starr e il suo fratellastro maggiore Seven lavorano. A Maverick fu permesso di lasciare i King Lords solo perché la sua falsa confessione di un crimine ha impedito al capo della banda King di essere imprigionato. Questi, ampiamente temuto nel quartiere, ora vive con la madre di Seven e la sorellastra di Seven, Kenya, che è amica di Starr.
Dopo che il gran giurì non ha incriminato l'ufficiale bianco, Garden Heights esplode in proteste e rivolte pacifiche. L'incapacità del sistema giudiziario di ritenere responsabile l'agente spinge Starr a prendere un ruolo sempre più pubblico, compreso parlare durante le proteste, che vengono affrontate dalla polizia in tenuta antisommossa. La sua crescente identificazione con la gente di Garden Heights provoca tensione con i compagni di scuola e in particolare con il suo fidanzato Chris. Maya alla fine inizia a sostenere gli scomodi commenti di Hailey, mentre Chris rimane sempre favorevole a Starr.
Starr e Seven rimangono intrappolati nel negozio di alimentari di Maverick, nel quale scoppia un incendio appiccato da King e la sua banda. I due fuggono con l'aiuto di Maverick e di altri proprietari di aziende di Garden Heights. Quando arriva la polizia, il fratello minore di Starr, Sekani, punta una pistola contro King. Starr disinnesca la situazione. La comunità si oppone a King, che va in prigione. Alla fine Starr promette di mantenere viva la memoria di Khalil e di continuare a combattere l'ingiustizia.

## Produzione
Il 23 marzo 2017 viene annunciato che Amandla Stenberg sarebbe stata la protagonista del film basato sul romanzo The Hate U Give, che George Tillman Jr. sarebbe stato il regista e Audrey Wells lo sceneggiatore, mentre i produttori sarebbero stati Marty Bowen e Wyck Godfrey.
Le riprese del film iniziano il 12 settembre 2017 ad Atlanta.
Il 5 febbraio 2018 Kian Lawley viene licenziato a causa di un video pubblicato su YouTube, in cui l'attore si lascia andare ad insulti razzisti; il 3 aprile dello stesso anno KJ Apa viene scelto per sostituire Lawley.

## Promozione
Il primo trailer del film viene diffuso il 24 giugno 2018.

## Distribuzione
Il film è stato presentato in anteprima mondiale l'11 settembre 2018 al Toronto International Film Festival e successivamente distribuito nelle sale cinematografiche statunitensi a partire dal 19 ottobre 2018 ed in quelle italiane dal 14 marzo 2019.

## Riconoscimenti
- 2018 - Philadelphia Film Critics Circle[6]
  - Miglior sceneggiatura ad Audrey Wells
- 2019 - Critics' Choice Awards[7]
  - Candidatura per il miglior giovane interprete a Amandla Stenberg
- 2019 - MTV Movie & TV Awards[8]
  - Candidatura per la miglior performance in un film a Amandla Stenberg
- 2019 - Teen Choice Awards[9]
  - Candidatura per il miglior film drammatico
  - Candidatura per la migliore attrice in un film drammatico a Amandla Stenberg